# Oxydia inopia
Oxydia inopia là một loài bướm đêm trong họ Geometridae.